# Stéphane Rougier
Pour les articles homonymes, voir Rougier.
 (avril 2022).
Si vous disposez d'ouvrages ou d'articles de référence ou si vous connaissez des sites web de qualité traitant du thème abordé ici, merci de compléter l'article en donnant les références utiles à sa vérifiabilité et en les liant à la section « Notes et références ».
Stéphane Rougier (né en 1972) est un violoniste et altiste français.

## Biographie
Stéphane Rougier se produit sur les plus grandes scènes internationales à New York, San Francisco, Tokyo, Pékin, Hong Kong, Londres, Munich, Saint Petersbourg…
Admis à l’âge de 14 ans au Conservatoire national supérieur de musique de Paris, et après avoir obtenu ses prix de violon et musique de chambre, il part étudier en Allemagne et débute rapidement  sa carrière de Chambriste et de Soliste au Violon et à l’Alto.
Premier violon solo à l’Opéra de Bordeaux, et Violon Solo invité au sein des Musiciens du Louvre sous la direction de Marc Minkowski, il se produit régulièrement aux côtés de nombreuses formations françaises aussi bien en France que dans le cadre de concerts internationaux. Il est invité régulièrement dans les festivals renommés, Bartok Festival en Hongrie, OperKlosterneuburg en Autriche, French May à Hong Kong, Folle Journée de Nantes, Tokyo et Bilbao.
Dédicataire de nombreuses œuvres, notamment « Le Snekkar de Feu » de Pierre Thilloy sur des textes du Philosophe Michel Onfray, il attache une très grande importance à la réalisation d’œuvres contemporaines auprès de compositeurs qui lui sont chers.
Il intègre le Quatuor de Bordeaux, aux côtés de Cécile Rouvière, Tasso Adamopoulos et Etienne Peclard avec lequel il effectue de nombreuses tournées en Amérique et Asie, créer des musiques de films, de ballet, et consacre une grande partie à l’enseignement de la musique de chambre lors de Master Class.
Directeur musical de plusieurs festivals en France et à l’Etranger, il collabore à cette occasion avec les plus grands solistes et chambristes actuels, Renaud Capuçon, Olivier Charlier, Brigitte Engerer, Marielle Nordman,  afin de faire partager et découvrir un répertoire musical différent et original.
Il crée plusieurs ensembles de musiques traditionnelles, notamment le Meshouge Klezmer Band où il joue et compose des mélodies folkloriques d’Europe centrale, un ensemble de Tango Argentin avec Juan José Mosalini et dernièrement le groupe Balagan qui propose des arrangements des plus grands thèmes de musique Russes et Tziganes. Il est également comédien dans la pièce  de théâtre d’Eric Westphal « Mozartement Vôtre ».
Très investi dans les créations les plus diverses, Théâtre, Ballet, musique électronique, Baroque il aime avant tout, au fil des rencontres, explorer de nouveaux horizons et faire partager ses recherches et découvertes musicales.
Il a  enregistré plusieurs albums sous différents Labels, dont l'Histoire du Soldat de Stravinsky, Contrastes de Bartok, les 4 saisons "Basques" de Vivaldi, et trois sonates exceptionnelles de Mozart en duo avec Sophie Teboul au piano, chez IBS Classical,
Invité à la Viole d'Amour sur l'album de Pene Pati, sorti en mars 2022 chez Warner Classics, il interprète les Huguenots de G.Meyerbeer.
Son nouveau disque à paraître prochainement célèbre Mozart avec Jean-Jacques Kantorow et Aurelienne Brauner. Il présente le divertimento K563 et la sonate en la mineur K310 pour piano, qu'il a transcrite pour trio à cordes et qui est éditée aux éditions ViolaViva.
Stéphane Rougier joue un violon en copie d'un J.B Guadagnini ayant appartenu à Véda Reynolds, fait par la luthière Strasbourgeoise Julia Messner.